# دهستان پاچنار
دهستان پاچنار، یکی از دهستان‌های بخش لوشان شهرستان رودبار در استان گیلان ایران است. مرکز این دهستان، روستای پاچنار است.

## جمعیت
بر پایه سرشماری عمومی نفوس و مسکن در سال ۱۳۹۵، جمعیت دهستان پاچنار برابر با ۴۴۳ نفر بوده است.